# Isuzu Faster
El Isuzu Faster, también conocida como la Isuzu KB, Isuzu TF, Isuzu P'up, Isuzu Pick Up e Isuzu Kenzu entre otros, fue una camioneta mediana tipo pickup fabricada por el fabricante japonés Isuzu desde 1972 hasta 2002. Isuzu fabricó  y comercializó tres generaciones del pickup. El Faster fue sucedido por Isuzu D-Max en todo el mundo, excepto en América del Norte.
La Isuzu Faster se fabricó y distribuyó con General Motors (que tenía participación en Isuzu) en Norteamérica, Asia-Pacífico, Europa y Medio Oriente en las plantas de GM y se distribuyó en su red de ventas: en los países andinos de Sudamérica como Chevrolet LUV e Isuzu Pick Up / Kenzu, en Estados Unidos y Canadá como Chevrolet LUV (solo primera generación) e Isuzu Pick Up, en Australia y Nueva Zelanda como Holden Rodeo,  Europa como Opel Campo y Reino Unido como Vauxhall Brava, Medio Oriente como Chevrolet TF. Honda comercializó en Tailandia la Honda Tourmaster, era una Spacecab (cabina extendida) 4x2 muy equipada. Muchos fabricantes chinos usan la plataforma de la 3.ª generación para realizar sus modelos. La Isuzu Pickup sigue siendo muy popular en Tailandia, Centroamérica y el Caribe, África, Asia-Pacífico y Hong Kong.
En Estados Unidos la Isuzu Pick Up fue reemplazada por la Isuzu Hombre y por la Isuzu D-Max en el resto del mundo.

## Primera Generación (1972-1980)
La primera generación de la pickup Isuzu se comercializó en las Américas; Estados Unidos, Canadá, Chile y Colombia como Chevrolet LUV, en Sudamérica en ciertos mercados como Isuzu Pick Up. En Australia y Nueva Zelanda como Holden LUV.
El Isuzu Faster utilizaba un chasis de camioneta pickup tradicional con un bastidor de escalera y una suspensión trasera de ballesta con eje rígido. En la parte delantera, la suspensión independiente usaba brazos de control. La distancia entre ejes de 2.600 mm (102.4 in) era similar a la de sus competidores, al igual que la compartimiento de carga (caja, platón, cama o palangana) mide de 1.85 metros de largo (6.0 pies). A diferencia de la Isuzu Isuzu Wasp (KR20) anterior, también había una versión con distancia entre ejes larga (KB25) que tenía 2.995 mm (117,9 in) entre los ejes, lo que constituía un compartimiento de carga de 2.29 metros de largo (7.5 pies).
En 1978, se puso a disposición una versión de tracción en las cuatro ruedas, con el código de chasis KB40, pero vendida bajo la insignia «Faster Rodeo» en Japón. También había una versión de doble cabina (en el chasis más largo). Las ventas terminaron en 1980 cuando se introdujo la segunda generación. El motor utilizado en la mayoría de los mercados era un 1.6 litros (1.584 cc) gasolina  SOHC de cuatro en línea con carburador de 94 CV (69 kW), que se complementó con un 2.0 litros (1.951 cc) diésel de cuatro (KBD) que produjo 62 CV (46 kW). Las velocidades máximas fueron de 145 km / h (90 mph) y 115 km/h (71 mph) respectivamente para las versiones de gasolina y diésel. En Japón, un motor de válvula elevado (G161) se instaló originalmente; este produce 84 CV (62 kW) para una velocidad máxima de 135 km/h (84 mph).
Antes del lanzamiento de Holden Rodeo en 1980, Holden había importado la primera generación del mercado japonés Isuzu Faster en Australasia con los nombres Chevrolet LUV (1972-1977) e Isuzu LUV (1977-1980).

## Segunda Generación (1980-1988)
La segunda generación de la Isuzu Faster se comercializaba más comúnmente en todo el mundo como Isuzu (ya sea como el «Isuzu KB», Isuzu P'up (abreviatura de pickup), o simplemente «Pick Up») con fábricas en, Japón, Tailandia, Sudáfrica y con General Motors en Chile, para comercializarlas como Chevrolet LUV. Las ventas en el Reino Unido continuaron como Bedford KB y en Australia y Nueva Zelanda como Holden Rodeo para las 2x2 y 4x4. Para las unidades de cuatro ruedas motrices en otros países se continuó usando el sufijo «Rodeo».
El modelo de segunda generación fue la primera camioneta Isuzu ofrecida en tres estilos de cabina: cabina individual, cabina doble y cabina extendida «Space Cab» («Sports Cab» en algunos mercados), lanzada en 1985, esta era una cabina sencilla extendida con ventanas laterales adicionales y un banco plegable de tres plazas en la habitáculo trasero. Al mismo tiempo, estaba disponible un ligero lavado de cara y un nuevo motor de gasolina de 2.3 litros con 110 CV (80 kW). En 1987, el Faster fue nuevamente revisado con una nueva parrilla. Además, una dirección asistida estaba disponible como opción.
Esta generación no fue compartida con la plataforma GMT325, que reemplazó la versión norteamericana del Chevrolet LUV en 1982.

### Llegada a Sudamérica
En el continente sudamericano llegó por primera vez a Chile para después extenderse por toda la geografía latinoamericana. A partir de 1980, fue ensamblada en Chile en CKD para ser exportados a otros países sudamericanos, se ofrece con un motor de 1584 cm³ (G161Z), también se ofreció una versión con motor diésel (C190) de 1951 cm³ con ocho válvulas en la culata y 62 caballos de potencia.

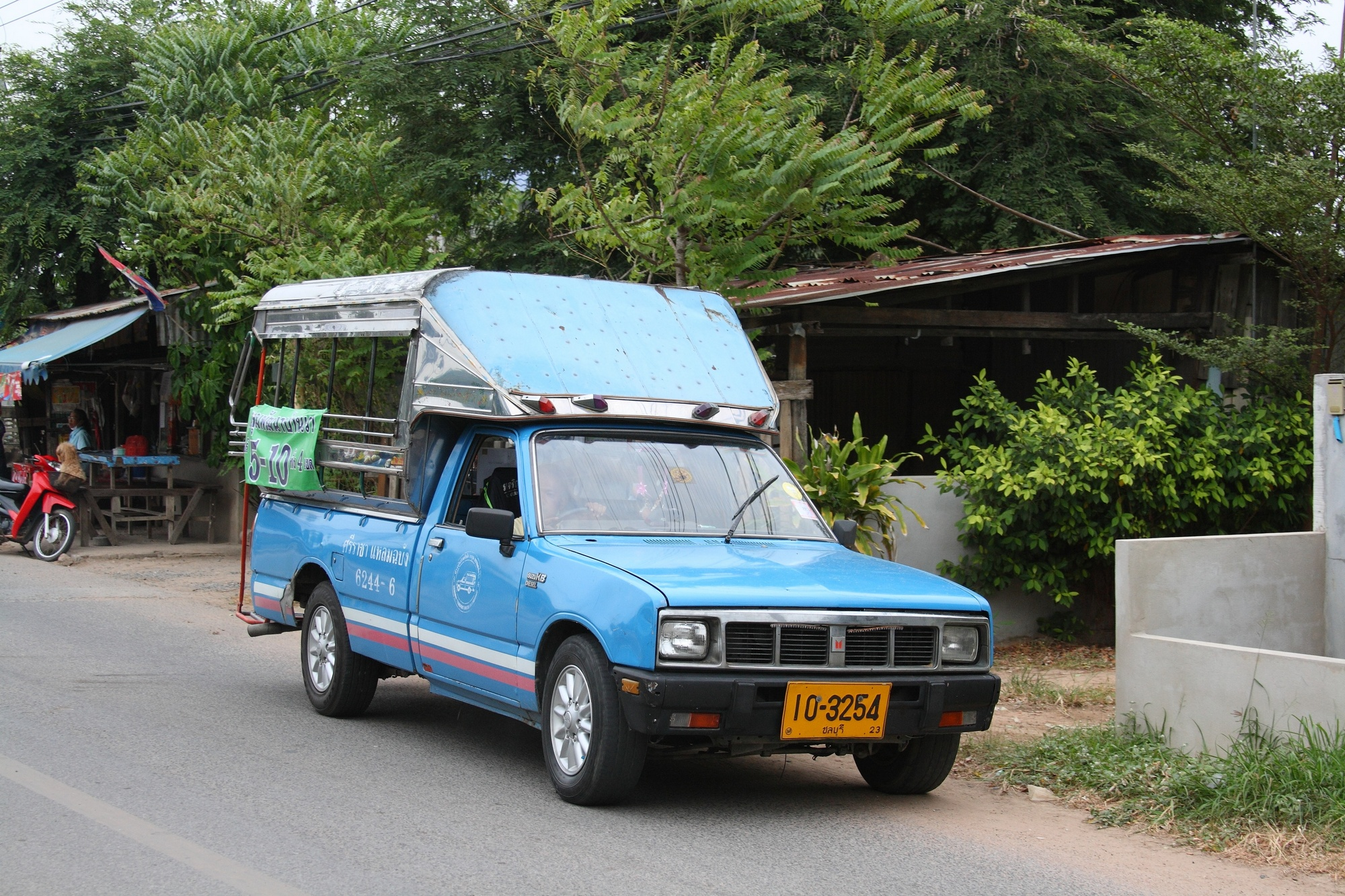
Segunda generación en Tailandia
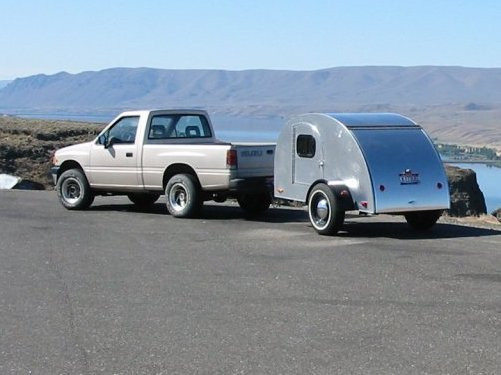
Segunda generación Isuzu P'up en Washington (EE.UU.)
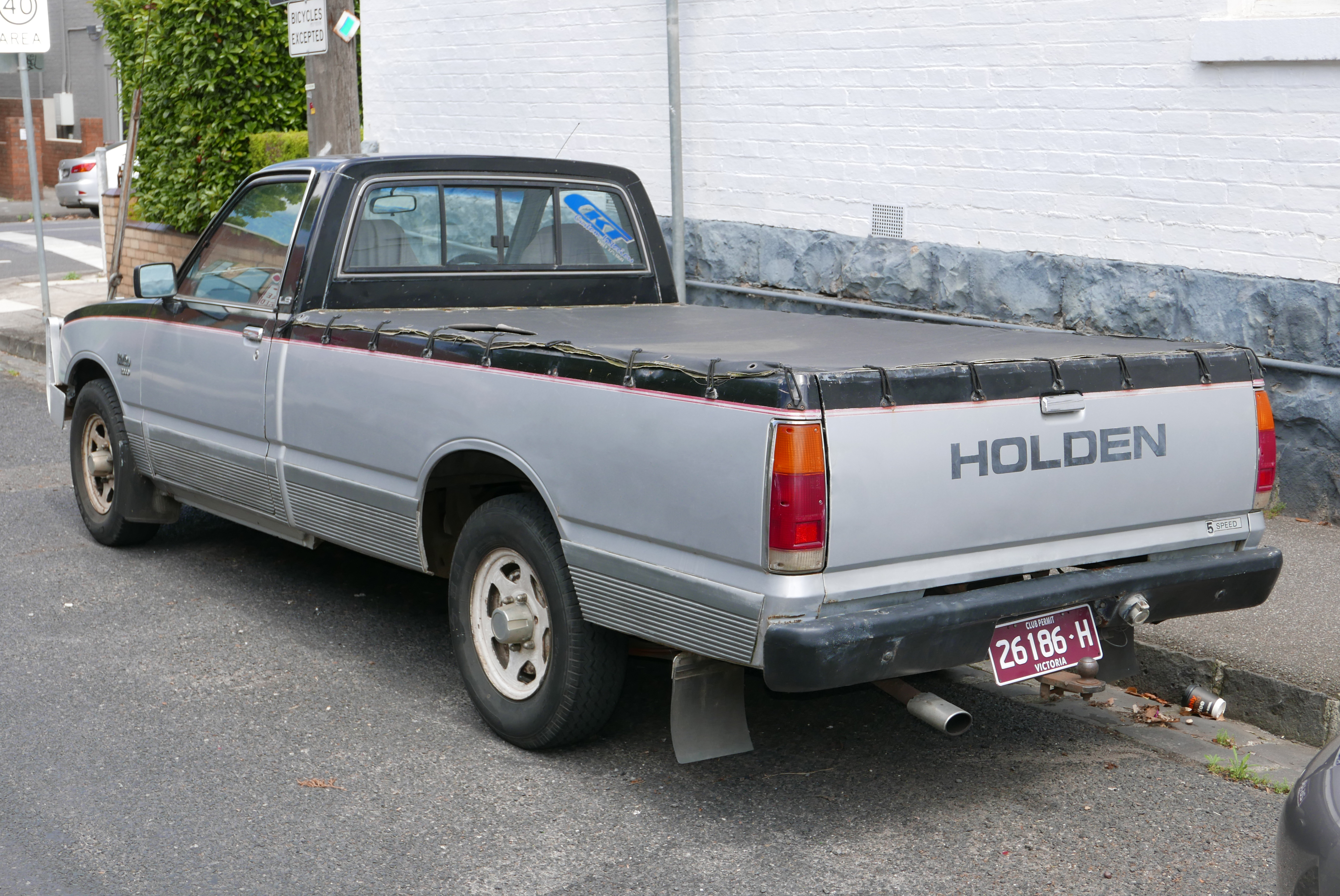
Segunda generación Holden Rodeo en Victoria (Australia)

## Tercera Generación (1989-2002)
Para la tercera generación (TF), presentada en 1988, la línea japonesa doméstica se dividió en dos, con los emblemas «Faster» utilizada en las versiones de tracción trasera con unidades de cuatro ruedas motrices ahora vendidas como Isuzu Rodeo. Rodeo se convirtió en el nombre utilizado en la mayoría de los mercados para este automóvil, pero la profusión de nombres para diferentes mercados continuó. Las versiones vendidas en las Américas se llamaron Isuzu Pick Up y Chevrolet LUV. En el Reino Unido, la camioneta se llamaba Isuzu TF y también Bedford Brava desde 1988 hasta 1991, cuando se descartó la marca Bedford y se convirtió en Vauxhall Brava. El Isuzu también se vendió en Europa continental junto con el Opel Campo. Esta marca de Opel también se utilizó en Oriente Medio, partes del norte de Oriente Medio y algunos países asiáticos. Muchas compañías chinas con producción bajo licencia aplicaron esta plataforma para realizar sus productos.
En América del Sur, al igual que con la generación anterior de la serie KB, los mercados sudamericanos recibieron nuevamente los modelos TF bajo el nombre «Chevrolet LUV». Los trabajos de ensamblaje en Chile con la segunda generación comenzaron en 1982 y continuaron con la tercera generación, mientras tanto en Colombia comenzaron en 1989 con la tercera generación.
En 1997 recibió un rediseño en el frente, caja de carga e interior. Fue reemplazada por la Isuzu D-Max en 2002.

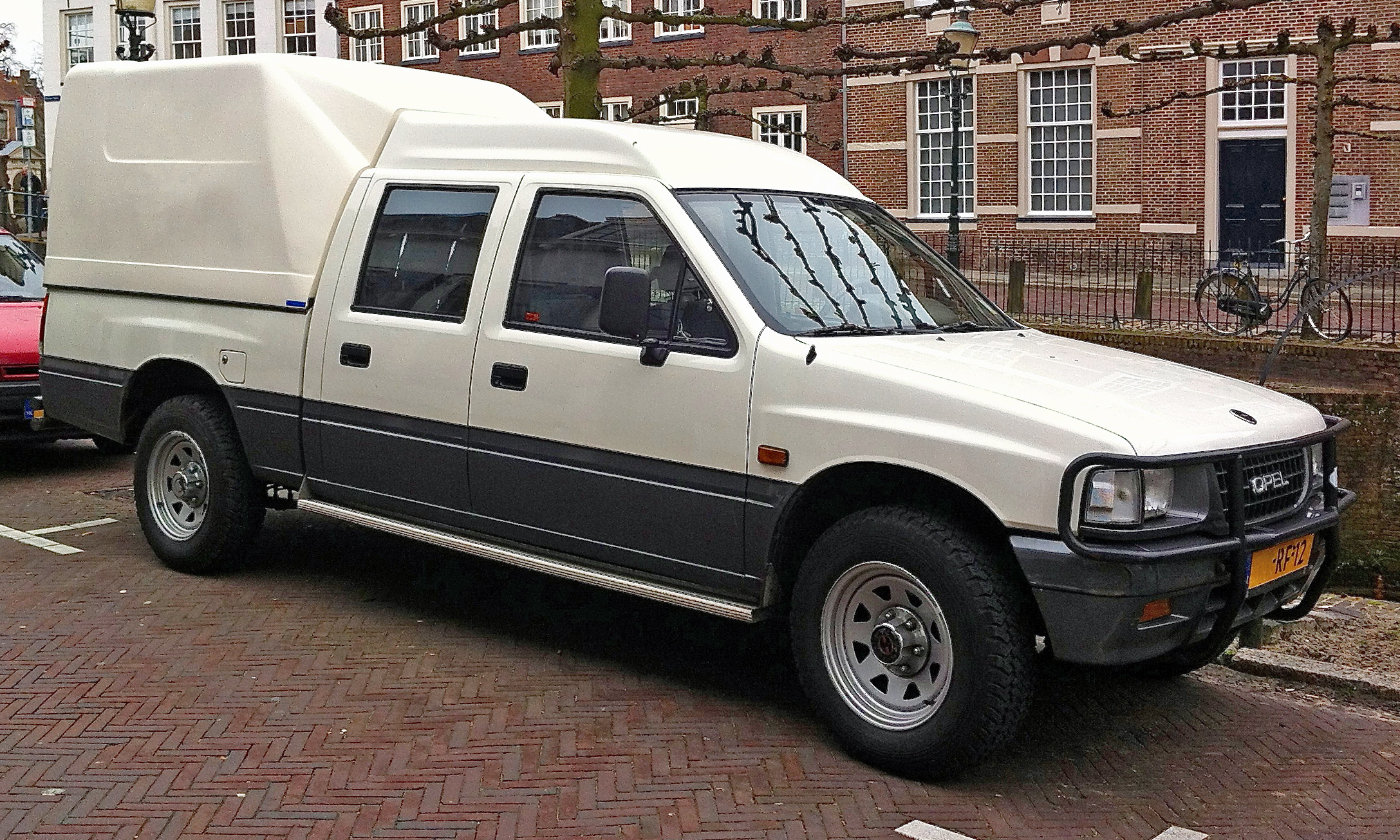
Opel Campo cabina doble 4 puertas en Alemania
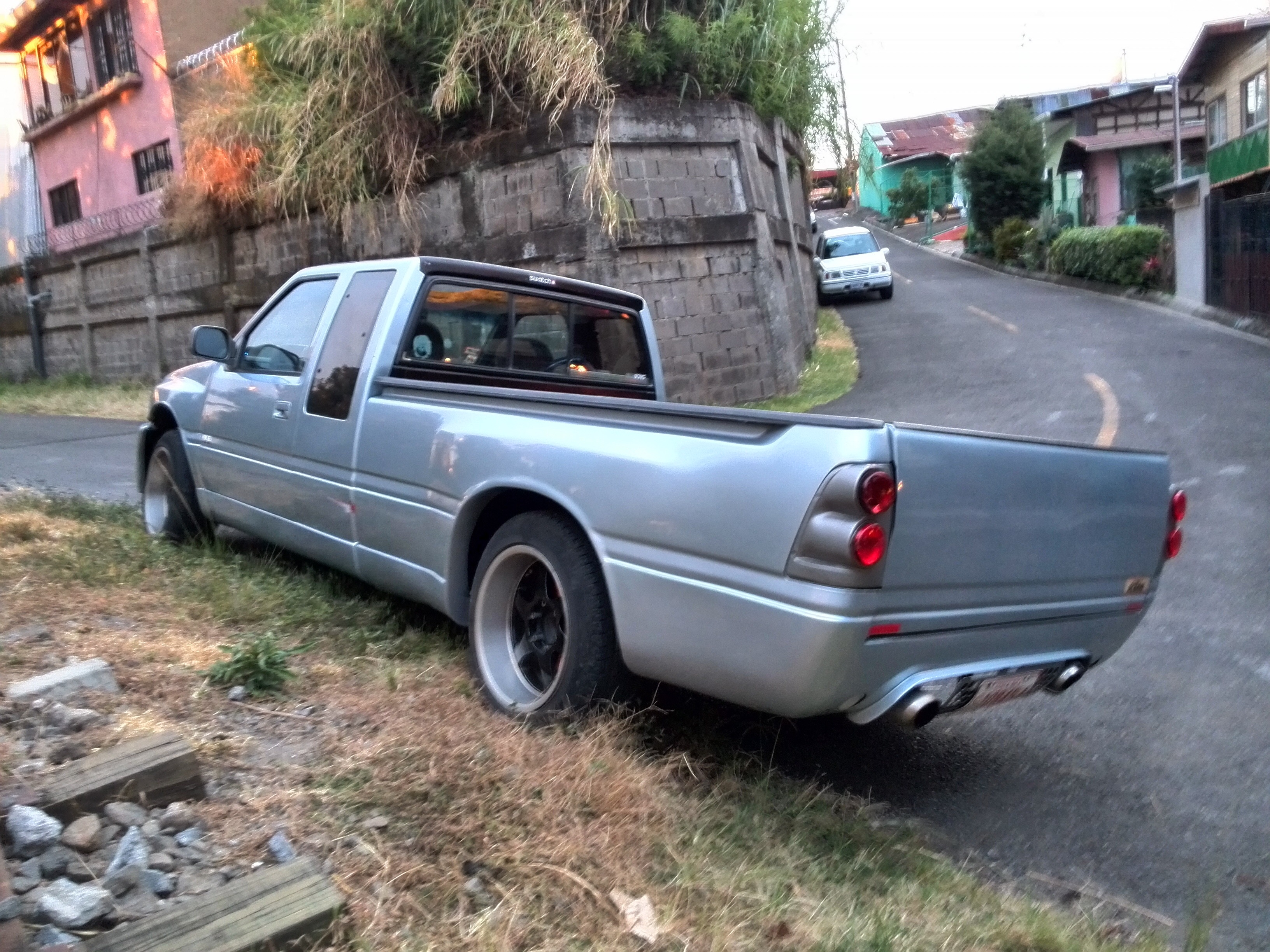
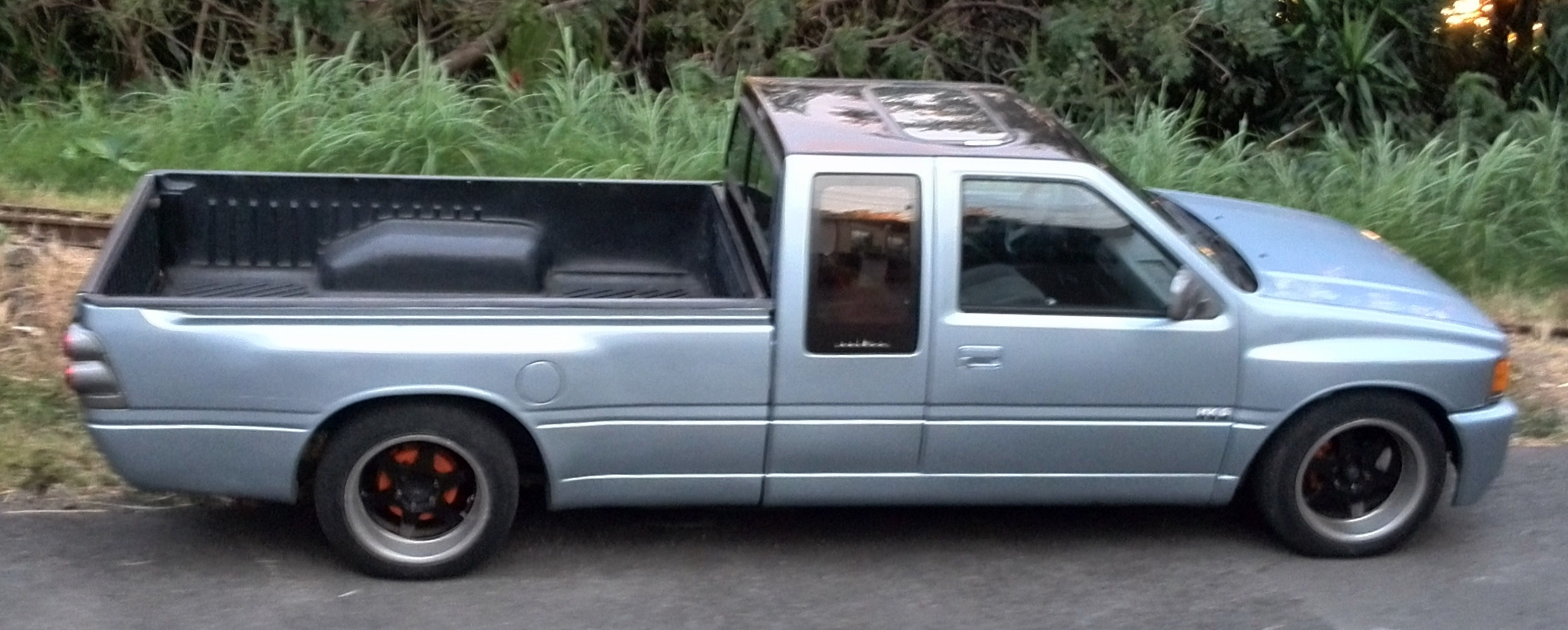
Isuzu KB modificación, Costa Rica
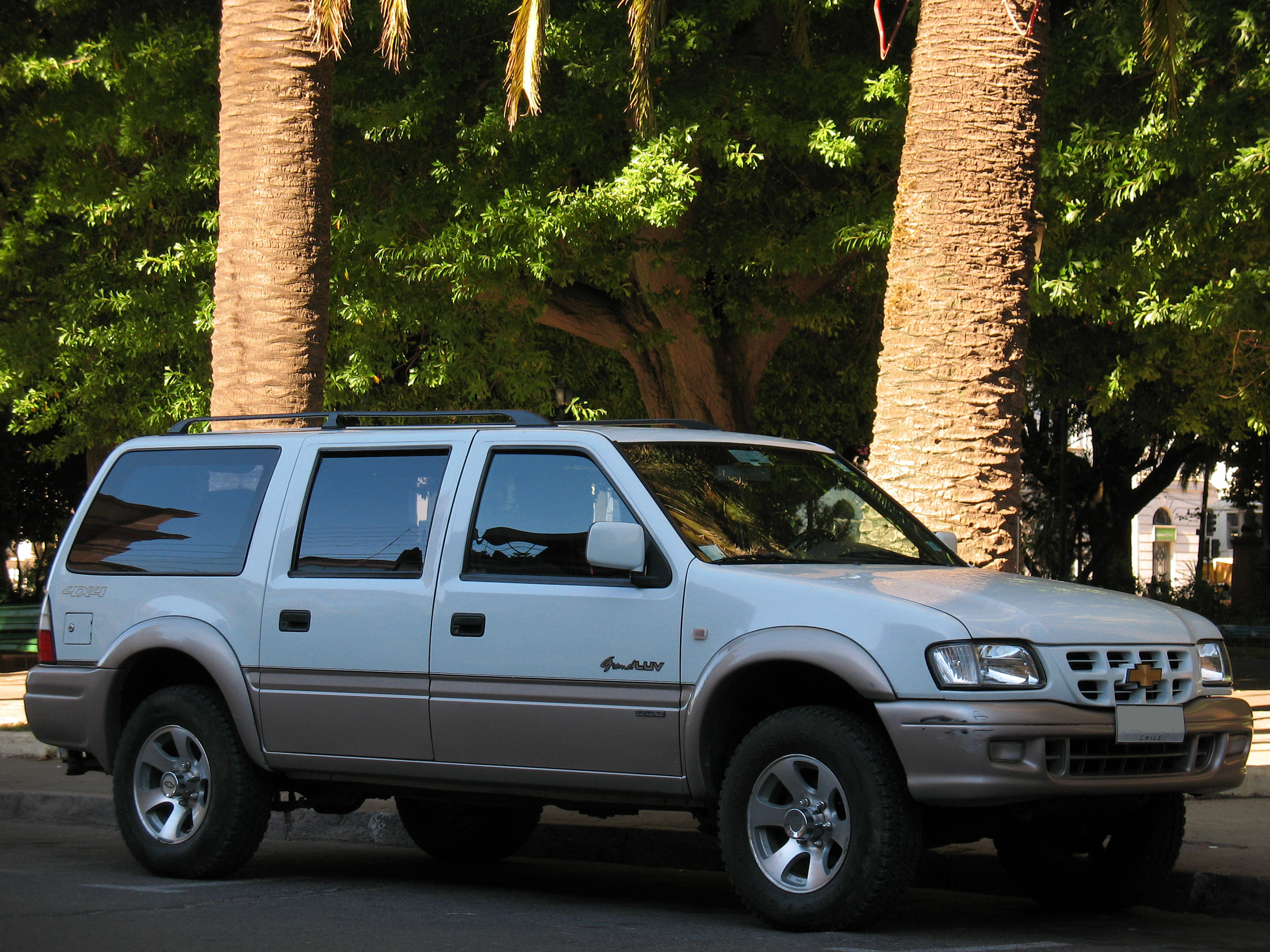
Chevrolet Grand Wagon en Chile

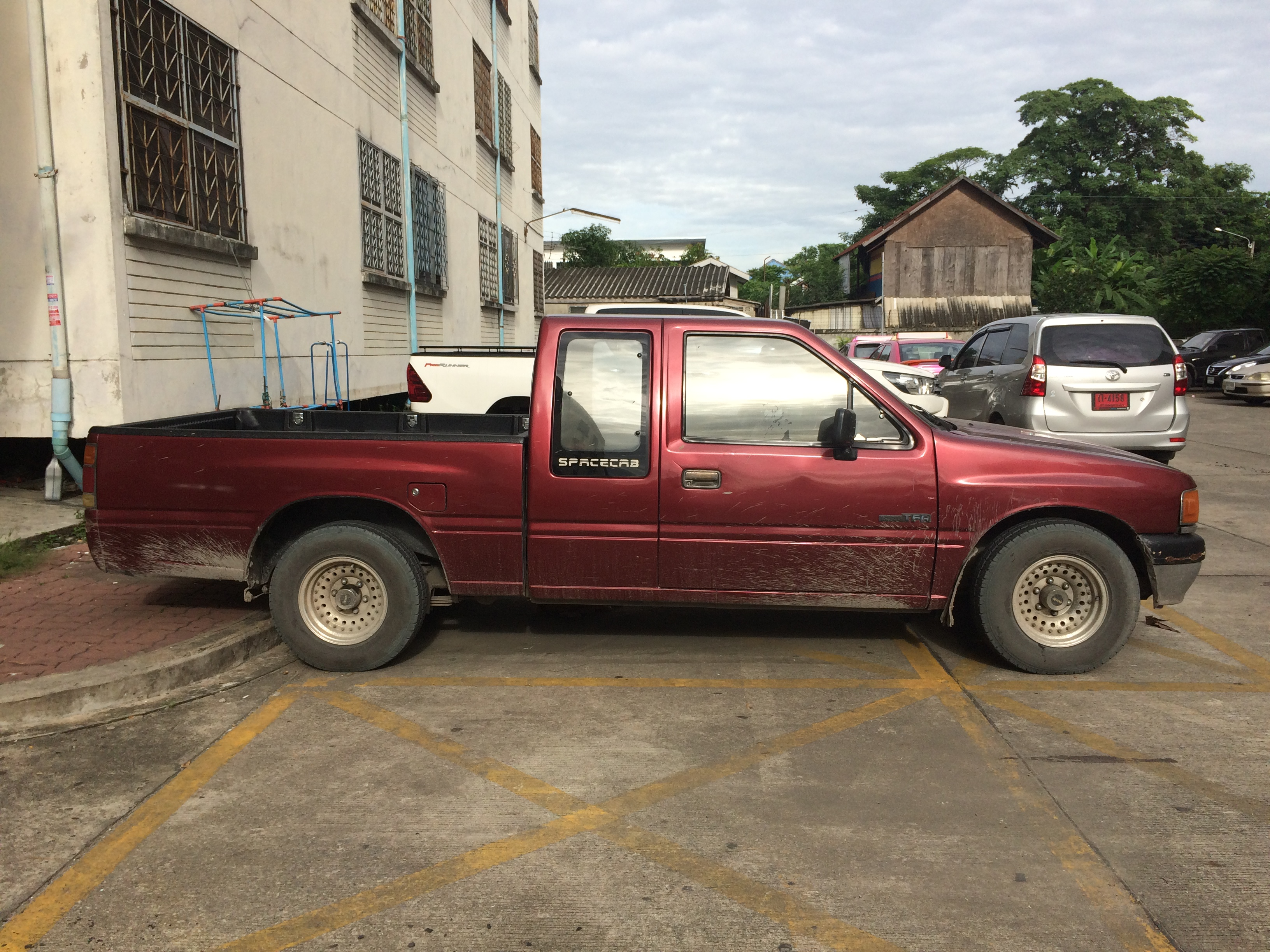
Isuzu Faster-Z «Space Cab» en Tailandia
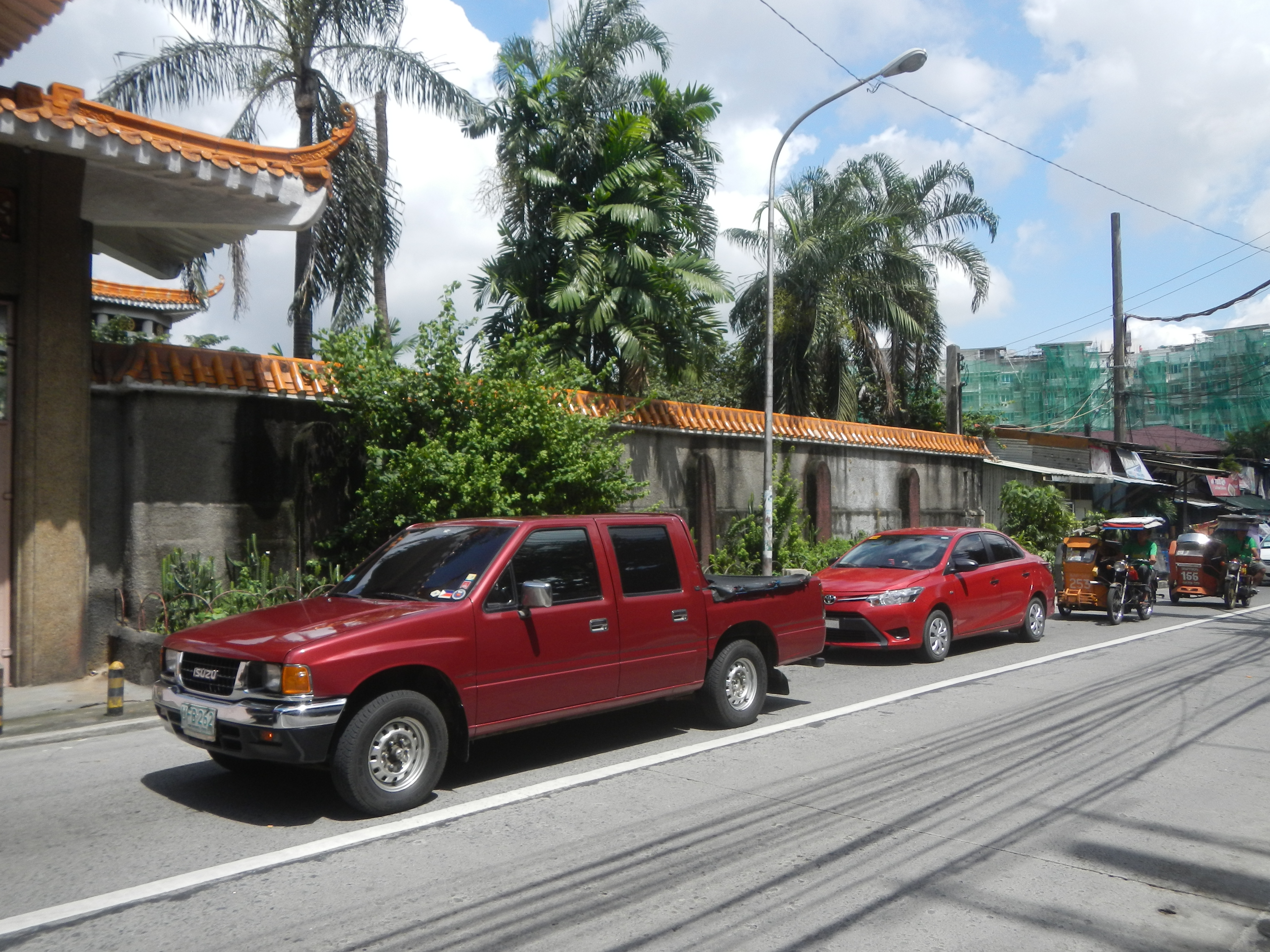
Isuzu Rodeo TF (4x4) en Filipinas
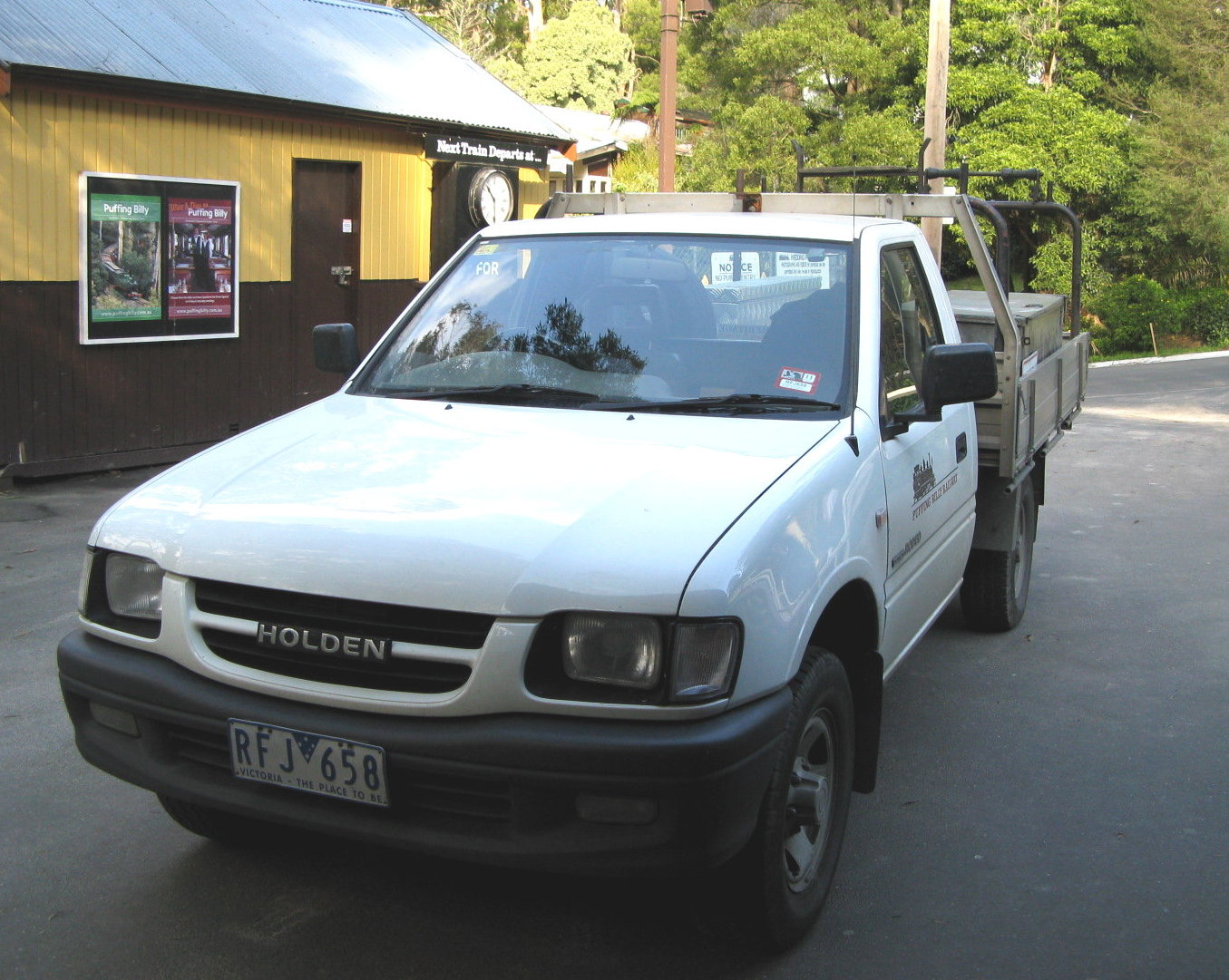
Holden Rodeo TF plataforma en Australia

## Isuzu Faster en el mundo

### América Latina
- Isuzu Argentina
  - Se comercializó la Isuzu fabricada en Japón

y posteriormente fue reemplazada por la fabricada en Chile.
- - Se comercializó una versión superequipada llamada Isuzu Kenzu.

- Isuzu Bolivia y Chevrolet Bolivia
  - Algunas unidades vinieron importadas de Estados Unidos, Japón y Tailandia, teniendo más influencia la Chevrolet Luv Chilena.
  - Se comercializaba oficialmente por GM en Bolivia la 3.ª generación de Chevrolet Luv hasta que fue reemplazada por la Luv D-Max.
  - Se importaron algunas unidades de Estados Unidos y Japón las primeras tres generaciones.
  - Se importaron algunas unidades de 3.ª generación de Japón y Tailandia.
  - Se comercializó en Cabina Sencilla, Cabina Extendida (Spacecab), Cabina Doble 4x2 y 4x4 Gasolina L4 y V6 y Diésel.

- Isuzu Centroamérica y Caribe
  - Es muy popular en Centroamérica.
  - Se importaron unidades Tailandesas.
  - Algunas unidades se importaron de Estados Unidos y Japón.
  - Se comercializó en Cabina Sencilla, Cabina Doble. 4x2 y 4x4 Gasolina L4 y Diésel (Tailandia).
  - Se comercializó en Cabina Sencilla, Cabina Extendida (Spacecab) 4x2 y 4x4 Gasolina L4 y V6 (Estados Unidos).

- GM Colombia
  - GM Colmotores fabricó la Chevrolet Luv para Colombia y Ecuador.
  - Se comercializó en Cabina Sencilla, Cabina Doble 4x2 y 4x4 Gasolina L4 y V6.

- GM Chile
  - Se fabricó en Arica y se comercializó a Argentina, Chile, Bolivia, México y Venezuela como Chevrolet Luv.
  - Se fabricó en Chile y se exportó a Argentina como Isuzu Pick up reemplazando a la Tailandesa.
  - Se comercializó una versión llamada Luv X-treme (Cabina Doble 4x4) con motor V6 a gasolina.
  - Se comercializó en Cabina Sencilla, Cabina Extendida (Spacecab), Cabina Doble. 4x2 y 4x4 Gasolina L4 y V6 y Diésel.
  - Se comercializó como Vehículo utilitario deportivo Familiar (Chevrolet Grand LUV) a base de la Cabina Doble entre 2001 y 2003. 4x2 y 4x4 Gasolina L4 y V6.

- GM México
  - Isuzu no comercializa vehículos livianos Isuzu, actualmente se ensambla Isuzu CV (Camiones).
  - Se importó desde 1997 hasta 2004 la Chevrolet Luv Cabina Doble, Cabina Sencilla caja larga, Chasis (sólo gasolina fabricada en Chile, hasta que fue reemplazada por la Colorado 4x2 fabricada en Luisiana, Estados Unidos., Estados Unidos.
  - Se comercializó en versiones chasis, cabina extendida, Cabina Doble. 4x2 y Gasolina 2300 cc.
  - Se importa desde Estados Unidos unidades usadas.

- GM Venezuela
  - Se importaron unidades de Chile 3.ª generación y algunas unidades fabricadas en Colombia.
  - Se comercializó en Cabina Sencilla 4x2, Cabina Extendida (Spacecab) 4x2, Cabina Doble. 4x2 y 4x4 Gasolina L4 (Chile)
  - Cabina sencilla 4x4 y doble cabina 4x2 (Colombia).

### Australasia
- GM Australia y Nueva Zelanda
  - Se vendió como Holden Rodeo.
  - Se comercializó en Cabina Sencilla, Cabina Extendida (Spacecab), Cabina Doble. 4x2 y 4x4 Gasolina L4 y V6 y Diésel.

### Asia
- Isuzu Tailandia y Asia (Hong Kong, Indonesia, Filipinas, Malasia)
  - La Isuzu Pick es un vehículo muy utilizado como transporte público, fuerzas del orden público, particulares, etc.
  - Se comercializaba en Cabina Sencilla, Cabina Extendida (Spacecab), Cabina Doble. 4x2 y 4x4 Gasolina L4 y Diésel.

### Europa
- GM Europa
  - Se comercializó como Opel Campo en toda Europa.
  - Se comercializó como Vauxhall Brava en Reino Unido.
  - Se comercializó en los distribuidores de Isuzu en Reino Unido y Europa.
  - Se comercializó la 3.ª generación en Cabina Sencilla, Cabina Extendida (Spacecab), Cabina Doble. 4x2 y 4x4 Gasolina L4 y Diésel.

### África
- GM Africa
  - Se comercializó como Isuzu KB en Sudáfrica y algunos países de África (fabricada en Sudáfrica).
  - Se comercializó en Cabina Sencilla, Cabina Extendida (Spacecab), Cabina Doble. 4x2 y 4x4 Gasolina L4 y Diésel.